# Camillo Cortellini
Camillo Cortellini genannt Il Violino, (* 24. Januar 1561 in Bologna; †  Februar 1630 ebenda) war ein italienischer Komponist, Kapellmeister, Instrumentalist und Sänger im Zeitalter des Übergangs der Renaissance zum Barock.

## Leben und Wirken
Camillo Cortellini erhielt seinen ersten Musikunterricht bei seinem Vater Caspare Cortellini (genannt Il Viola). Dieser war ein angesehener Musiker und spielte viele Jahre als Posaunist und Hornist im Orchestra della Signoria di Bologna und im Concerto Palatino. Camillo Cortellini studierte anschließend Komposition, Gesang und Posaune bei Alfonso Ganassi und wurde 1577 auf Wunsch seines Vaters ebenfalls Musiker im Orchester des Senats – welches er nach Berichten von Adriano Bianchieri ab 1613 bis zu seinem Tode leitete – und spielte das zweite Sopran-Cornett im Concerto Palatino. Außerdem war Cortellini von 1585 bis 1629 in Folge Kapellmeister (Maestro di Cappella), Sänger und Posaunist an der Kathedrale von Bologna und wirkte ebenso als Sänger und Posaunist in der Kapelle der Basilika San Petronio. Ab etwa 1614 war er auch Kapellmeister an der Chiesa di Santa Maria und in den letzten Jahren seines Lebens Mitglied der Accademia dei Filomusi, aus welcher später die Accademia Filarmonica  hervorging.
Cortellini komponierte sowohl geistliche als auch profane Vokal- und Instrumentalmusik.

## Werke (Auswahl)

### Madrigale und Festmusik
- Primo Libro de Madrigali – für 5–6 Stimmen (1583)
- Secondo Libro de Madrigali – für 5 Stimmen (1584)
- Terzo Libro de Madrigali – für 5 Stimmen (1586)
- Azioni rappresentate in musica per la Festa della Porchetta di Bologna (1627)

### Geistliche Musik
- Antiphone
- Litaneien
- Psalmen
- Magnificat
- Messen